# Henk Waterman
Henk Waterman (19 september 1930) is een Nederlands voormalig voetballer die als aanvaller speelde.
Waterman brak nog in de amateurtijd door bij PSV en speelde ook in het Zwaluwenelftal. In 1957 ging hij naar 't Gooi en na het seizoen 1961/62 waarin hij bij N.E.C. speelde, beëindigde hij zijn loopbaan.

## Carrièrestatistieken
| Seizoen         | Club            | Land            | Competitie                   | Competitie | Competitie | Beker | Beker | Internationaal | Internationaal | Overig | Overig | Totaal | Totaal |
| Seizoen         | Club            | Land            | Competitie                   | Wed.       | Dlp.       | Wed.  | Dlp.  | Wed.           | Dlp.           | Wed.   | Dlp.   | Wed.   | Dlp.   |
| --------------- | --------------- | --------------- | ---------------------------- | ---------- | ---------- | ----- | ----- | -------------- | -------------- | ------ | ------ | ------ | ------ |
| 1954/55         | PSV             | Nederland       | Eerste klasse C (Afgebroken) | –          | 1          | –     | –     | 0              | 0              | 0      | 0      | –      | 1      |
| 1954/55         | PSV             | Nederland       | Eerste klasse C              | –          | 3          | –     | –     | 0              | 0              | 0      | 0      | –      | 3      |
| 1955/56         | PSV             | Nederland       | Hoofdklasse B                | –          | 0          | –     | –     | 0              | 0              | 0      | 0      | –      | '0     |
| 1956/57         | PSV             | Nederland       | Eredivisie                   | –          | –          | –     | 0     | 0              | 0              | 0      | 0      | –      | –      |
| 1957/58         | 't Gooi         | Nederland       | Tweede divisie A             | –          | 3          | –     | 0     | 0              | 0              | 0      | 0      | –      | 3      |
| 1958/59         | 't Gooi         | Nederland       | Tweede divisie A             | –          | 1          | –     | 0     | 0              | 0              | 0      | 0      | –      | 1      |
| 1959/60         | 't Gooi         | Nederland       | Eerste divisie A             | –          | 1          | –     | –     | 0              | 0              | 0      | 0      | –      | 1      |
| 1960/61         | 't Gooi         | Nederland       | Eerste divisie B             | –          | 0          | –     | 1     | 0              | 0              | 0      | 0      | –      | 1      |
| 1961/62         | N.E.C.          | Nederland       | Tweede divisie               | 4          | 0          | –     | 0     | 0              | 0              | –      | 0      | –      | 0      |
| Carrière totaal | Carrière totaal | Carrière totaal | Carrière totaal              | –          | –          | –     | 1     | 0              | 0              | –      | 0      | –      | –      |

## Erelijst
't Gooi
| Nationaal        |    |         |
| Tweede divisie A | 1x | 1957/58 |